# Jefferson Pérez
Pour les articles homonymes, voir Pérez.
Jefferson, Leonardo Pérez Quezada, né le 1er juillet 1974 à Cuenca, est un athlète équatorien spécialiste de la marche athlétique.
Champion olympique en 1996 et triple champion du monde entre 2003 et 2007 sur 20 km, il est le premier champion olympique équatorien de l'histoire et le seul athlète équatorien à avoir remporté un titre mondial.
Il a également détenu à plusieurs reprises le record du monde du 20 km marche.

## Palmarès

### Jeux olympiques
- Jeux olympiques d'été de 1996 à Atlanta :
  -  Médaille d'or du 20 km marche
- Jeux olympiques d'été de 2000 à Sydney :
  - 4e du 20 km marche
- Jeux olympiques d'été de 2004 à Athènes :
  - 4e du 20 km marche
- Jeux olympiques 2008 à Pékin :
  -  Médaille d'argent du 20 km marche

### Championnats du monde
- Championnats du monde 1999 à Séville :
  -  Médaille d'argent sur 20 km marche
- Championnats du monde 2001 à Edmonton :
  - 8e du 20 km marche
- Championnats du monde 2003 à Paris :
  -  Médaille d'or sur 20 km marche
- Championnats du monde 2005 à Helsinki :
  -  Médaille d'or sur 20 km marche
- Championnats du monde 2007 à Osaka :
  -  Médaille d'or sur 20 km marche

### Jeux Panaméricains
- Jeux Panaméricains de 1995 à Mar del Plata :
  -  Médaille d'or sur 20 km marche
- Jeux Panaméricains de 1999 à Winnipeg :
  -  Médaille de bronze du 20 km marche
- Jeux Panaméricains de 2003 à Saint-Domingue :
  -  Médaille d'or sur 20 km marche
- Jeux Panaméricains de 2007 à Rio de Janeiro :
  -  Médaille d'or sur 20 km marche

### Championnats du monde junior
- Championnats du monde junior d'athlétisme 1992 à Séoul :
  -  Médaille d'or sur 10 km marche